# Santa Cruz (rijeka)
Santa Cruz je rijeka u SAD-u i Meksiku.
Santa Cruz u gornjem toku teče travnjacima doline San Rafael, prema jugoistoku teče kroz Patagoniju (Arizona) te između Canelo brda na istoku i Patagonijskih planina na zapadu. Zatim teče prema jugu te u Meksiko ulazi kod grada Santa Cruza i skreće prema zapadu, a u blizini grada Miguel Hidalga ponovno ulazi u SAD. Rijeka zatim teče kroz Nacionalni povijesni park Tumacacori, te naselja Tubac, Green Valley, Sahuarita, San Xavier del Bac i Tucson, dalje na sjeveru u pustinjskim planinama rijeka presušuje. 
Santa Cruz ima obično suho korito kroz veći dio godine, osim za značajnijih oborina. Kombinacija ljudskih pogrešaka i prirodnih katastrofa krajem devetnaestog stoljeća doveli su do sve manje vode u rijeci.
Grad Nogales u meksičkoj saveznoj državi Sonoriji ispušta pročišćene otpadne vode u rijeku. Što je rezultiralo oživljavanjem nekoliko kilometara rijeke unutar i sjeverno od grada Nogalesa u Arizoni.